# Verbascum josgadense
Verbascum josgadense är en flenörtsväxtart som beskrevs av Svante Samuel Murbeck. Verbascum josgadense ingår i släktet kungsljus, och familjen flenörtsväxter. Inga underarter finns listade i Catalogue of Life.